# Chanel Nº5

Een flacon van Chanel

Chanel No 5 is een parfum van het Franse modehuis Chanel. Het is het eerste parfum dat ontwikkeld werd door de Russisch-Franse chemicus en parfumeur Ernest Beaux, in opdracht van Coco Chanel, in 1921. Zowel de geur – die voor het eerst niet zomaar naar bloemen rook – als de marketing – met de minimalistische naam en de vierkante flacon – zijn intussen iconisch geworden. No 5 is nog altijd een van de best verkopende parfums ter wereld.

## Geschiedenis

### Ontstaan
Chanel zou op zeker moment hebben besloten dat haar modehuis ook een eigen parfum moest hebben. Ze had al de nodige naam gemaakt door de verkoop van mantelpakken, soepele jurken en sportkleding. Het nieuwe parfum moest de vrouw bevrijden van bloemengeuren, daarom vroeg Chanel aan Ernest Beaux een parfum te creëren; ze vond ook dat een vrouw moest ruiken als een vrouw en niet als een bloem. Beaux ontwikkelde op basis hiervan twee reeksen van parfums – de ene was genummerd van 1 tot 5 en de andere van 20 tot 24. Zonder aarzelen koos Chanel voor het vijfde parfum. Ze bracht het op de markt in 1921, op de vijfde dag van de vijfde maand, omdat ze in het geluk van het getal 5 geloofde. En inderdaad was het een groot succes.

### Verspreiding
De wereldwijde verspreiding gebeurde door de industriëlen Pierre en Paul Wertheimer. In 1924 droeg Coco Chanel het eigendom en het recht om het parfum te fabriceren over aan de Société de parfums Chanel, in ruil voor 10 procent van de aandelen en een functie als president-directeur. Tijdens de Tweede Wereldoorlog probeerde Chanel via haar Duitse contacten de Société de parfums Chanel in handen te krijgen. De joodse gebroeders Wertheimer hadden hun parfumeriebedrijven echter overgedragen aan een beheerder, Félix Amiot van de vliegtuigfabriek SECM. Na de oorlog voerden ze een juridische strijd met Amiot om hun parfumeriebedrijven terug te krijgen. Tegenwoordig is het parfumhuis Chanel nog steeds in handen van de familie Wertheimer.
Chanel No 5 is een van de best verkochte parfums ter wereld. Bekende fans waren en zijn o.a. Andy Warhol, Catherine Deneuve en Marilyn Monroe, die ooit beweerde dat ze in bed niets anders droeg dan Chanel No 5 en daarmee de verkoopcijfers fors deed stijgen. In 2003 maakte regisseur Baz Luhrmann een twee minuten durende reclamespot voor het parfum. De Australische actrice Nicole Kidman werd het gezicht van de glamoureuze revival; Audrey Tautou is tegenwoordig het (nieuwe) gezicht van het parfum. De reclamespot van Luhrmann met Nicole Kidman werd de duurste ooit gemaakt en was vanaf eind 2004 te zien op televisie en in bioscopen wereldwijd.

## Samenstelling
Chanel No 5 is een mijlpaal in de parfumerie. Hoewel het niet het eerste parfum is waarin aldehyden zijn gebruikt, is het wel het eerste grootschalig verkochte parfum dat grote hoeveelheden aldehyden bevat. Chanel No 5 is daarmee het eerste parfum van het type dat later bloemig aldehyde is gaan heten. Andere voorbeelden hiervan zijn: Arpège (Lanvin, 1927), Madame Rochas (Rochas, 1960), Calandre (Paco Rabanne, 1968), Rive Gauche (YSL, 1970) en White Linnen (Lauder, 1978)
De geur bestaat onder andere uit:
- Topnoten: aldehyden, oranjebloesem.
- Hartnoten: jasmijn en roos uit Grasse, ylang ylang.
- Basisnoten: sandelhout, vetiver, muskus en vanille.

De verpakking is een ware designklassieker geworden en bestaat uit een eenvoudige, vierkante flacon, identiek aan de plattegrond van de Place Vendôme in Parijs. De sobere verpakking zorgt ervoor dat de aandacht op het parfum gevestigd blijft en wordt gezien, en beschreven, als tijdloos, authentiek, hedendaags en modern tegelijkertijd.